# Michael Müller (Politiker, 1964)

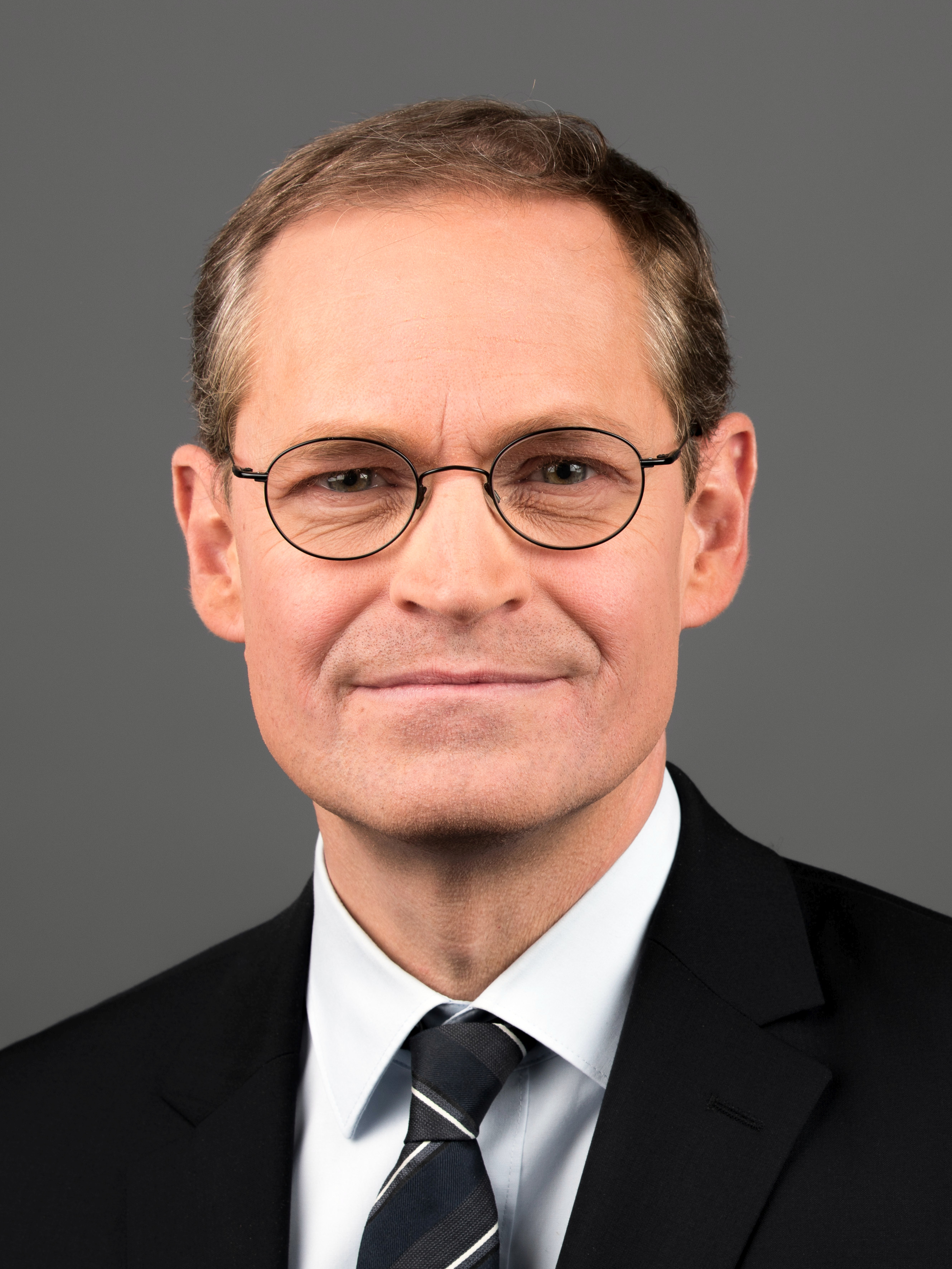
Michael Müller (2017)

Rainer Michael Müller (* 9. Dezember 1964 in West-Berlin) ist ein deutscher Politiker (SPD). Er war von 2014 bis 2021 Regierender Bürgermeister von Berlin und von 2011 bis 2014 Senator für Stadtentwicklung und Umwelt. Von 2004 bis 2012 und von 2016 bis 2020 war er außerdem Vorsitzender der SPD Berlin. Er war von 1996 bis 2021 Mitglied des Abgeordnetenhauses von Berlin, wo er von 2001 bis 2011 Vorsitzender der SPD-Fraktion war, und war von 2021 bis 2025 Mitglied des Deutschen Bundestages.

## Leben

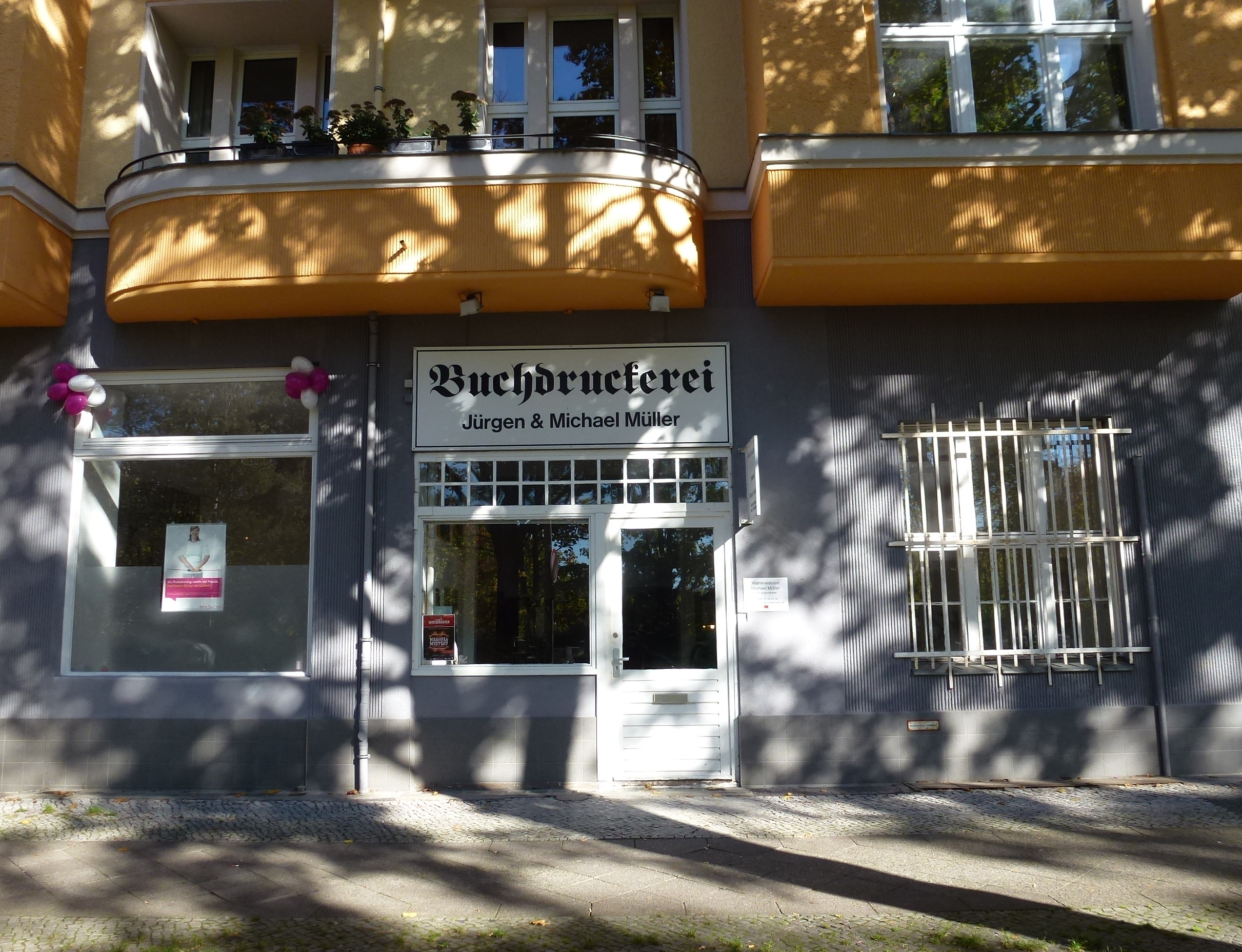
Buchdruckerei Müller in der Manfred-von-Richthofen-Straße 19 in Neu-Tempelhof

Müller wurde in Berlin-Tempelhof geboren und wuchs dort auf. Er erlangte im Jahr 1982 die Mittlere Reife und absolvierte in den Jahren 1983 bis 1986 eine Ausbildung zum Bürokaufmann. Nach seiner Ausbildung war er bis 2001 als selbstständiger Drucker im Familienbetrieb mit seinem Vater Jürgen Müller gemeinsam tätig. Der inzwischen verstorbene Vater betrieb eine kleine Druckerei in Neu-Tempelhof. Müller ist unter anderem Mitglied der Arbeiterwohlfahrt und der Evangelischen Kirche Berlin-Brandenburg-schlesische Oberlausitz.
Im Jahr 1993 heirateten Michael Müller und Claudia Müller. Der Ehe entstammen zwei erwachsene Kinder. Im August 2019 trennte sich das Ehepaar. Er ist mit der Berliner SPD-Politikerin Reyhan Sahin liiert.

## Politik
Müller ist seit 1981 Mitglied der SPD. Innerhalb seiner Partei wird er dem eher konservativerem Seeheimer Kreis zugerechnet. Er war von 1989 bis 1996 Mitglied der Bezirksverordnetenversammlung Tempelhof und dort zuletzt Fraktionsvorsitzender. Von 2000 bis 2004 war er Vorsitzender des SPD-Kreisverbands Tempelhof-Schöneberg.
Am 2. Februar 1996 wurde er als Nachrücker für Lore Maria Peschel-Gutzeit Mitglied des Abgeordnetenhauses von Berlin. Bei der Abgeordnetenhauswahl 2001 gewann er erstmals ein Direktmandat im Wahlkreis Tempelhof-Schöneberg 4. Vom 16. Juni 2001 bis zum 1. Dezember 2011 war er Vorsitzender der SPD-Fraktion. Er folgte Klaus Wowereit nach dessen Wahl zum Regierenden Bürgermeister im Amt nach. Nach dem Rücktritt von Peter Strieder wurde er am 20. Juni 2004 zusätzlich zum Vorsitzenden der SPD Berlin gewählt. Auf dem Landesparteitag am 9. Juni 2012 verpasste er die Wiederwahl zum Landesvorsitzenden. Er unterlag Jan Stöß mit 101 zu 123 Stimmen.
Am 1. Dezember 2011 wurde er als Senator für Stadtentwicklung und Umwelt vereidigt. Er war seitdem auch Bürgermeister und damit einer der beiden Stellvertreter des Regierenden Bürgermeisters. Seine Nachfolge im Amt des Senators für Stadtentwicklung und Umwelt trat am 11. Dezember 2014 der Lichtenberger Bezirksbürgermeister Andreas Geisel an, Nachfolgerin als Bürgermeisterin wurde Arbeitssenatorin Dilek Kolat.
Am 29. August 2014 bestätigte Müller seine Kandidatur für die Nachfolge Klaus Wowereits, der am 26. August 2014 seinen Rücktritt als Regierender Bürgermeister von Berlin für den 11. Dezember des Jahres angekündigt hatte. Bei der Urabstimmung der Berliner SPD am 18. Oktober 2014 gewann er mit 59,1 Prozent der Stimmen. Der Landesvorsitzende Jan Stöß erhielt 20,9 Prozent der Stimmen und der Fraktionsvorsitzende im Abgeordnetenhaus Raed Saleh 18,7 Prozent der Stimmen. Am 11. Dezember 2014 wählte ihn das Abgeordnetenhaus mit 87 von 146 Stimmen zum Regierenden Bürgermeister von Berlin. Nach der Abgeordnetenhauswahl 2016 wurde die rot-schwarze Koalition durch eine rot-rot-grüne Koalition abgelöst und Müller am 8. Dezember 2016 mit 88 von 158 Stimmen wiedergewählt. Als Regierender Bürgermeister von Berlin war er vom 1. November 2017 bis zum 31. Oktober 2018 Präsident des Bundesrates und vom 1. Oktober 2020 bis zum 30. September 2021 Vorsitzender der Ministerpräsidentenkonferenz. Auf dem Landesparteitag am 24. April 2021 wurde Franziska Giffey zur Spitzenkandidatin der SPD bei der Abgeordnetenhauswahl 2021 gewählt. Nachdem die SPD bei der Wahl erneut den ersten Platz belegt hatte, wurde Giffey am 21. Dezember 2021 zur Regierenden Bürgermeisterin gewählt.
Am 13. April 2016 erklärte Müller, sich auf dem für den 30. April 2016 angesetzten Landesparteitag um den Landesvorsitz seiner Partei zu bewerben. Der amtierende Landesvorsitzende Jan Stöß erklärte daraufhin seinen Verzicht auf eine erneute Kandidatur. Auf dem Landesparteitag wurde Müller mit 81,7 Prozent der Delegiertenstimmen zum Landesvorsitzenden gewählt. Am 2. Juni 2018 wurde er mit 64,9 Prozent der Delegiertenstimmen wiedergewählt. Auf dem Landesparteitag am 28. November 2020 kandidierte er nicht erneut für den Landesvorsitz. Zu seinen Nachfolgern wurden Franziska Giffey und Raed Saleh gewählt.
Auf dem Bundesparteitag am 8. Dezember 2017 wurde Müller in den SPD-Parteivorstand gewählt. Am 6. Dezember 2019 verpasste er die Wiederwahl in den Parteivorstand.
Im Oktober 2020 setzte Müller sich bei der parteiinternen Vorwahl um die Direktkandidatur im Wahlkreis Berlin-Charlottenburg – Wilmersdorf bei der Bundestagswahl 2021 gegen Sawsan Chebli durch. Auf eine Kandidatur in seinem Heimatwahlkreis Berlin-Tempelhof – Schöneberg verzichtete er, weil dort bereits Kevin Kühnert eine Kandidatur angekündigt hatte. Am 24. April 2021 wurde er auf Platz 1 der Berliner Landesliste gewählt. Bei der Wahl gewann er mit 27,9 Prozent der Erststimmen das Direktmandat und zog in den Deutschen Bundestag ein. Dort wurde er Mitglied im Auswärtigen Ausschuss und Vorsitzender der Enquete-Kommission Lehren aus Afghanistan für das künftige vernetzte Engagement Deutschlands.
Zusammen mit seinem SPD-Fraktionskollegen Andreas Larem besuchte Müller am 16. September 2024 
Taiwan, um ein Signal gegen den „Expansionismus der Autokratien“ zu setzen.
In der parteiinternen Vorwahl um einen Platz auf der Landesliste der Berliner SPD für die Bundestagswahl 2025 verlor er gegen Hakan Demir. Jedoch kandidierte er für die SPD für das Direktmandat im Wahlkreis Berlin-Charlottenburg – Wilmersdorf. Bei der Wahl konnte er das Direktmandat nicht erringen und schied aus dem Bundestag aus. Müller erklärte, dass er keinen sicheren Listenplatz erhielt, weil die Partei ihn als „zu alt, zu weiß und zu rechts“ betrachtet.
Seit seinem Eintritt in den politischen Ruhestand führt Michael Müller sein ehemaliges Wahlkreisbüro in der Bleibtreustraße 33, 10707 Berlin-Charlottenburg unter dem Namen „Die Setzerei“ weiter. Dort veranstaltet er Gesprächsrunden, Lesungen und Kulturelle Veranstaltungen unter dem Motto: Politik, Kultur, Gespräche und möchte weiterhin politische Bildungsarbeit leisten.

## Kontroversen
Knapp drei Monate nach dem Terroranschlag am Breitscheidplatz nahm Müller am 16. März 2017 an einer an diesem Ort stattfindenden interreligiösen Friedensdemonstration teil. Diese Veranstaltung wurde von der Neuköllner Begegnungsstätte sowie dem Interkulturellen Zentrum für Dialog und Bildung, dem Islamischen Erziehungs- und Kulturzentrum IKEZ und dem Teiba-Kulturzentrum initiiert. Die drei letztgenannten Organisationen werden wegen islamistischer Aktivitäten vom Verfassungsschutz beobachtet. Der Zentralrat der Juden in Deutschland hatte Müller von einer Teilnahme abgeraten. Als Reaktion auf den Auftritt Müllers trat der Berliner Ex-Abgeordnete Erol Özkaraca aus der SPD aus.
Im Jahr 2019 wurde das Treffen Müllers mit dem Teheraner Bürgermeister Pirouz Hanachi kritisiert, der den iranischen Revolutionsgarden nahestehen und auf dem Al-Quds-Tag desselben Jahres die Vernichtung Israels gefordert haben soll.
Nach einer Recherche der Deutschen Umwelthilfe lag der reale CO2-Ausstoß von Müllers gepanzertem Dienstwagen (Mercedes-Benz S-Guard 600 Limousine) mit 408 g/km höher als bei allen Regierungschefs der deutschen Länder.
Trotz der Mahnung von Experten aufgrund der sich bereits stark ausbreitenden COVID-19-Pandemie wollte Müller noch am 14. März 2020 die Durchführung des Bundesliga-Spiels des 1. FC Union Berlin gegen den FC Bayern München vor 22.000 Zuschauern genehmigen. Dieses Verhalten stieß in der Presse auf großes Unverständnis.
2021 geriet Müller in die Kritik, nachdem er in Reaktion auf einen kritischen, von ihm als beleidigend erachteten Facebook-Post Ermittlungen anstrengte, die zu einer Hausdurchsuchung führten. Nachdem das Landgericht die Durchsuchung für „rechtswidrig“ erklärte, weil kein Tatverdacht gegeben sei, wurde Müller vorgeworfen, als Regierender Bürgermeister von den Ermittlungsbehörden eine bevorzugte Behandlung bekommen zu haben.